# Бишбуга
Бишбуга — посёлок в Чановском районе Новосибирской области. Входит в состав Озеро-Карачинского сельсовета.

## Название
Несмотря на то, что данные о том, что в посёлке жили барабинские татары, отсутствуют, наименование посёлка произошло из барабинского диалекта. Образовано от слов «биш» (с тат. — «пять») и «буга» (с тат. — «бык»).

## География
Площадь посёлка — 14 гектаров. Расположен на высоте 100 метров над уровнем моря к юго-востоку от районного центра пгт Чаны. Находится неподалёку от озера Мочалы, возле посёлка — болота Большая и Малая Бишбуга.

## Население
| 2002 | 2007 | 2010 | 2011 | 2012 | 2013 | 2014 |
| ---- | ---- | ---- | ---- | ---- | ---- | ---- |
| 0    | ↗2   | ↘0   | ↗1   | →1   | →1   | ↗2   |
| 2015 |      |      |      |      |      |      |
| →2   |      |      |      |      |      |      |

## Инфраструктура
В посёлке по данным на 2007 год отсутствует социальная инфраструктура.